# Goofy și fiul la colegiu
Extremadamente Goofy și fiul la colegiu (engleză An Extremely Goofy Movie) este un film de comedie animație direct-pe-DVD american din 2000 realizat de Walt Disney Pictures, produs de Disney Television Animation, și regizate de Ian Harrowell și Douglas McCarthy. Aceasta este o continuare a filmului din 1995 Filmul cu Goofy: Peripeții în familie, dispunând restituirea de caractere din adaptări de film bazat pe serialul de televiziune animat Goof Troop. Povestea urmează Max este primul an la colegiu, care este agravată de prezența tatălui său, când Goofy ajunge la același colegiu pentru a obține o diplomă din cauza eșecului său de a finaliza facultatea. Acest lucru este, de asemenea, de televiziune episod din Disney după-Amiază de televiziune serie de Trupa Goofy.